# Großziethen (Schönefeld)
Großziethen (in passato anche Groß Ziethen o Groß-Ziethen) è una frazione del comune tedesco di Schönefeld, nel Brandeburgo.

## Storia
Il centro abitato fu fondato intorno al 1300, e costituiva un piccolo centro rurale.
Il 26 ottobre 2003 il comune di Großziethen fu aggregato al comune di Schönefeld.

## Geografia antropica
Alla frazione di Großziethen appartiene la località di Kleinziethen.

### Esplicative
1. ↑  Letteralmente: «Ziethen grande», in contrapposizione alla vicina Kleinziethen – «Ziethen piccola».

### Bibliografiche
1. 1 2  (DE) Hauptsatzung für die Gemeinde Schönefeld, § 2. (PDF), su gemeinde-schoenefeld.de. URL consultato il 19 giugno 2020 (archiviato dall'url originale il 22 giugno 2020).
2. ↑  (DE)  Sechstes Gesetz zur landesweiten Gemeindegebietsreform betreffend die Landkreise Dahme-Spreewald, Elbe-Elster, Oberspreewald-Lausitz, Oder-Spree und Spree-Neiße, Kapitel 1, Abschnitt 1, § 8, comma 1.
3. ↑  Statistisches Bundesamt Deutschland - Namens- und Grenzänderungen der Gemeinden Archiviato il 1º agosto 2010 in Internet Archive.